# Adrien Goffinet
Pour les autres membres de la famille, voir Famille Goffinet.
 (avril 2018).
Si vous disposez d'ouvrages ou d'articles de référence ou si vous connaissez des sites web de qualité traitant du thème abordé ici, merci de compléter l'article en donnant les références utiles à sa vérifiabilité et en les liant à la section « Notes et références ».
Adrien-François-Constantin-Ladislas, baron  Goffinet (10 avril 1812 à Neufchâteau en Belgique - 21 décembre 1886 à Bruxelles en Belgique) est l'un des principaux conseillers et homme de confiance du roi Léopold II de Belgique, de concert avec Jules Van Praet et Edouard Conway.
Ses fils jumeaux, les barons Constant Goffinet (Bruxelles, 28 août 1857, 30 mars 1931) et Auguste Goffinet (Bruxelles, 28 août 1857, 4 avril 1927) assumèrent des responsabilités semblables.

## De l'armée à la diplomatie
Né dans une famille de notables de Neufchâteau, Adrien Goffinet se destine à la carrière militaire. Jeune officier, il est chargé, en 1839, par ses supérieurs de négocier le tracé des frontières entre la Belgique et les Pays-Bas à la suite de la signature tardive du traité des XXIV articles par Guillaume Ier des Pays-Bas.  Faisant la navette entre La Haye et Maestricht, il fait preuve d'un sens diplomatique et d'un pragmatisme étonnant.  À la demande du ministre des Affaires étrangères, il est élevé au grade de capitaine dès son retour.
En 1851, le roi Léopold Ier de Belgique l'engage comme officier d'ordonnance avant de le céder à son fils le jour de sa majorité. Adrien devient alors l'homme de confiance du jeune prince qu'il épaule dans ses principaux centres d'intérêt : la recherche d'une colonie pour la Belgique, l'expansion commerciale et l'embellissement des villes.  Vif d'esprit et efficace, il rédige, chaque matin, l'abondant courrier que lui dicte son auguste maître pour lequel il prépare aussi l'argumentaire qui lui sert à défendre ses idées.  
Lors de son accession au trône, en 1865, Léopold II de Belgique le nomme aide de camp et secrétaire des commandements royaux. En clair, il est chargé de la délicate mission de gérer le patrimoine privé de la famille royale.  Pour le remercier de ses bons et loyaux services, il est nommé au grade de colonel (1869) avant d'être fait baron (1876). Avant de quitter son poste, il parvient à faire entrer ses fils jumeaux - Auguste et Constant - au palais royal.  Juristes de formation, ceux-ci avaient embrassé la fonction diplomatique et étaient en poste à l'étranger au moment d'être appelés au palais royal. Auguste prend alors la succession de son père, tandis que Constant est nommé intendant de la liste civile. Avant de remplir cette fonction, le roi a l'habileté de le désigner comme secrétaire de la délégation belge à la conférence de Berlin, ce qui lui permet d'être informé minute par minute de ce qui s'y passe. Au moment de signer l'acte de clôture de la conférence, le 26 février 1885, Otto von Bismarck se tourne vers lui pour lui glisser, sur un ton ironique : Voilà bien du plaisir en perspective pour votre Roi!

## Les jumeaux Goffinet et leur neveu, hommes de confiance des rois

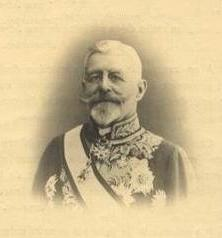
Constant Goffinet

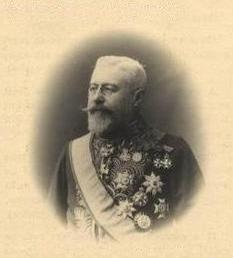
Auguste Goffinet

Lorsque le quai d’Orsay demande à son ambassadeur à Bruxelles de plus amples informations sur l’émissaire que Léopold II lui envoie pour négocier le litige frontalier entre les deux puissances coloniales au Congo, celui-ci décrit, mieux que personne, la nature de la relation qui les unit : « Le baron Goffinet vit dans une incessante et familière intimité avec le roi qui a une confiance absolue en son dévouement et tient en particulière estime son intelligence, ses facultés de travail son ferme bon sens.  Aussi Sa Majesté a-t-elle pris l’habitude de l’associer à ses occupations les plus sérieuses et le consulte-t-elle volontiers sur des affaires de l’ordre le plus personnel, à propos desquelles elle écarte, bien plus qu’elle ne la recherche, l’intervention de ses conseillers officiels ordinaires. »
En sa qualité d’intendant de la liste civile, Constant Goffinet est en liaison constante avec le roi.  C’est lui qui gère le budget alloué par l’État belge au souverain dans l’accomplissement de sa mission constitutionnelle.  Il engage et paie le personnel attaché à la maison royale, achète les présents pour les hôtes de marque, assure l’intendance quotidienne de la vie du palais. Comme le roi a la fâcheuse tendance à confondre ses sources de revenus, la liste civile sert, au même titre que sa fortune privée, à ses entreprises congolaises ou aux travaux d’embellissement qu’il réalise à Ostende et à Bruxelles.  Mis, plus qu’à son tour, dans des situations difficiles, il doit répondre à toutes les demandes royales et trouver l’argent nécessaire pour les satisfaire.  Confiant dans les visées royales, Constant tente d’intéresser les entreprises belges à l’entreprise coloniale et, joignant les actes aux paroles, n’hésite pas y investir d’importantes sommes, en accord avec son frère.  C’est à ce titre qu’il sera administrateur de plusieurs sociétés coloniales, comme la Compagnie des chemins de fer du Congo, la compagnie du Katanga ou, encore, la Société anversoise de commerce au Congo.
Promis à une carrière plus paisible, son frère jumeau, Auguste, a repris le secrétariat aux commandements du roi à la mort de son père Adrien.  Chargé de gérer la fortune privée du roi, Auguste est également affecté au service de la reine Marie-Henriette lorsque celle-ci se retire définitivement à Spa, entérinant une séparation de fait de longue date.  À la mort de cette dernière, en 1902, Léopold II lui demande d’administrer la fondation de Niederfullbäch et de servir d’intermédiaire avec ses ministres pour tout ce qui concerne la colonie et les grands travaux.  C’est ainsi qu’il approche le groupe de généreux donateurs qui vont compléter le financement de l'arc de triomphe du Cinquantenaire, à Bruxelles, et qu’il fait pression sur l’entrepreneur pour que les travaux soient terminés dans les délais les plus brefs.
Célibataires endurcis, fins gourmets et amateurs d’art, les deux inséparables partagent leurs rares temps libres entre leur somptueux hôtel de la rue de la Science, au cœur du quartier Léopold, et leur vaste propriété de Freux dans l'ardenne belge dont ils se plaisent à orner le parc de parterres de rosiers et de statues.
Ultime marque de confiance, les frères Goffinet sont nommés exécuteurs testamentaires du roi peu avant sa mort mais vivent très mal leur mise à l’écart par son successeur, Albert Ier, qui les remercie de leur dévouement en faisant Auguste Grand-Cordon et Constant Grand-Officier de l’ordre de Léopold. Mais leur petit-neveu Robert Goffinet sera nommé intendant de la liste civile du roi Albert, héritant ainsi de responsabilités proches de celles de ses deux oncles. Ces fonctions se prolongeront sous le fils du roi Albert, Léopold III et sous les premiers mois de la régence de Charles, frère de Léopold III. Il décède en 1945, des suites d'infirmités encourues au combat pendant la première guerre mondiale.